# Boxe nos Jogos Olímpicos de Verão de 2016 - Peso médio feminino

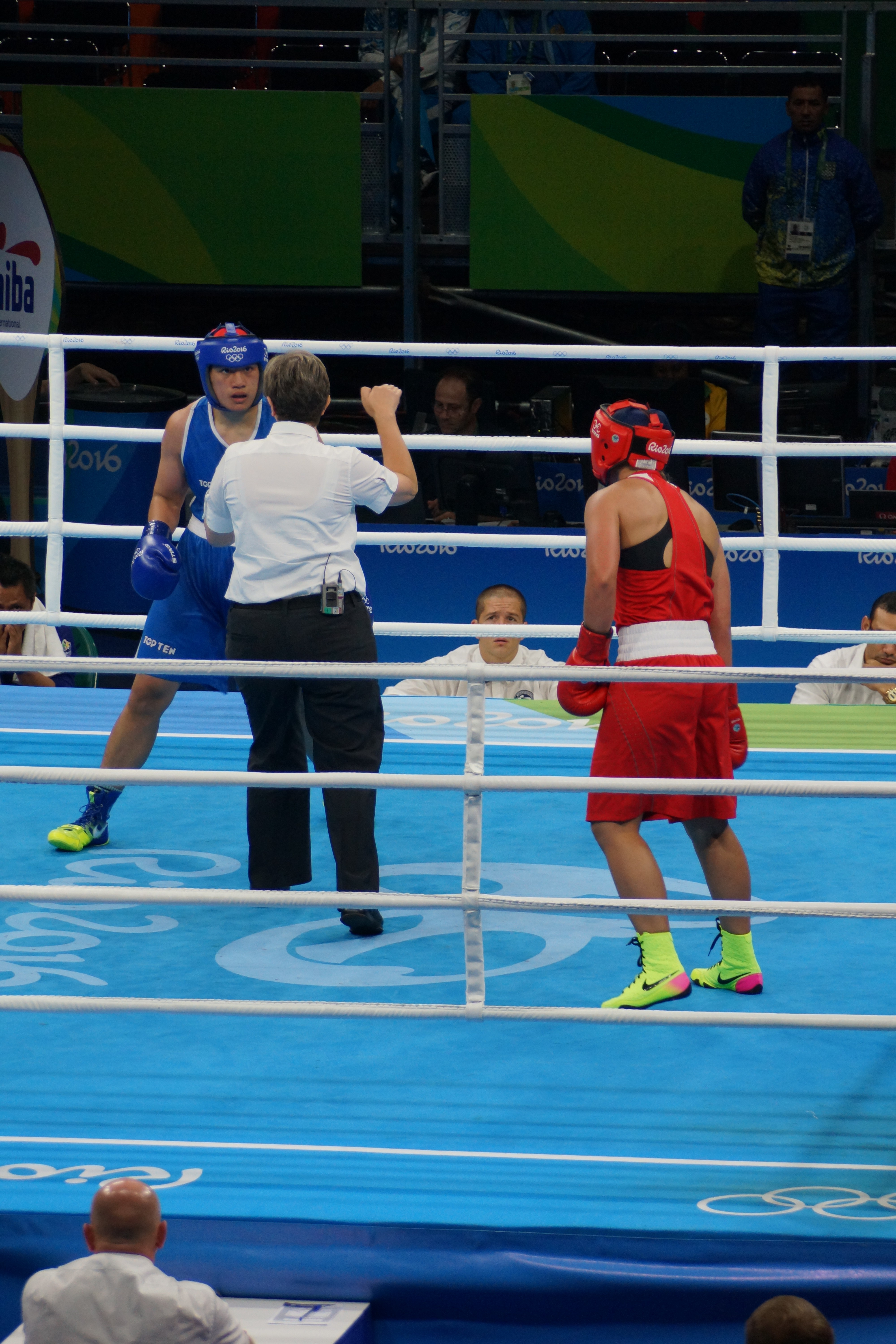
Combate entre a taiwanesa Chen Nien-chin e a russa Yaroslava Yakushina pelas oitavas de final.

As lutas da categoria de peso médio feminino (-75 kg) do boxe nos Jogos Olímpicos de Verão de 2016 foram disputadas entre os dias 14 e 21 de agosto no Pavilhão 6 do Riocentro. A norte-americana Claressa Shields foi a campeã, derrotando a neerlandesa Nouchka Fontijn por decisão unânime. Claressa foi a primeira mulher norte-americana a ganhar a medalha de ouro no boxe em duas Olimpíadas consecutivas.

## Medalhistas
| Ouro   | USA Claressa Shields             |
| Prata  | NED Nouchka Fontijn              |
| Bronze | KAZ Dariga Shakimova CHN Li Qian |

## Resultados
|  | Oitavas de final        | Oitavas de final        | Oitavas de final |  |  | Quartas de final        | Quartas de final        | Quartas de final     |   |                      | Semifinais           | Semifinais           | Semifinais |  |  | Final | Final | Final |
|  |                         |                         |                  |  |  |                         |                         |                      |   |                      |                      |                      |            |  |  |       |       |       |
|  |                         |                         |                  |  |  |                         |                         |                      |   |                      |                      |                      |            |  |  |       |       |       |
|  |                         |                         |                  |  |  | USA Claressa Shields    | USA Claressa Shields    | 3                    |   |                      |                      |                      |            |  |  |       |       |       |
|  | RUS Yaroslava Yakushina | RUS Yaroslava Yakushina | 3                |  |  | RUS Yaroslava Yakushina | RUS Yaroslava Yakushina | 0                    |   |                      |                      |                      |            |  |  |       |       |       |
|  | TPE Chen Nien-chin      | TPE Chen Nien-chin      | 0                |  |  |                         |                         |                      |   | USA Claressa Shields | USA Claressa Shields | 3                    |            |  |  |       |       |       |
|  | KAZ Dariga Shakimova    | KAZ Dariga Shakimova    | 2                |  |  |                         | KAZ Dariga Shakimova    | KAZ Dariga Shakimova | 0 |                      |                      |                      |            |  |  |       |       |       |
|  | CAN Ariane Fortin       | CAN Ariane Fortin       | 1                |  |  | KAZ Dariga Shakimova    | KAZ Dariga Shakimova    | 3                    |   |                      |                      |                      |            |  |  |       |       |       |
|  |                         |                         |                  |  |  | MAR Khadija El-Mardi    | MAR Khadija El-Mardi    | 0                    |   |                      |                      |                      |            |  |  |       |       |       |
|  |                         |                         |                  |  |  |                         |                         |                      |   |                      | USA Claressa Shields | USA Claressa Shields | 3          |  |  |       |       |       |
|  |                         |                         |                  |  |  |                         | NED Nouchka Fontijn     | NED Nouchka Fontijn  | 0 |                      |                      |                      |            |  |  |       |       |       |
|  |                         |                         |                  |  |  | CHN Li Qian             | CHN Li Qian             | 3                    |   |                      |                      |                      |            |  |  |       |       |       |
|  | BRA Andreia Bandeira    | BRA Andreia Bandeira    | 2                |  |  | BRA Andreia Bandeira    | BRA Andreia Bandeira    | 0                    |   |                      |                      |                      |            |  |  |       |       |       |
|  | PAN Atheyna Bylon       | PAN Atheyna Bylon       | 1                |  |  |                         |                         |                      |   | CHN Li Qian          | CHN Li Qian          | 1                    |            |  |  |       |       |       |
|  | SWE Anna Laurell Nash   | SWE Anna Laurell Nash   | 0                |  |  |                         | NED Nouchka Fontijn     | NED Nouchka Fontijn  | 2 |                      |                      |                      |            |  |  |       |       |       |
|  | GBR Savannah Marshall   | GBR Savannah Marshall   | 3                |  |  | GBR Savannah Marshall   | GBR Savannah Marshall   | 0                    |   |                      |                      |                      |            |  |  |       |       |       |
|  |                         |                         |                  |  |  | NED Nouchka Fontijn     | NED Nouchka Fontijn     | 2                    |   |                      |                      |                      |            |  |  |       |       |       |
|  |                         |                         |                  |  |  |                         |                         |                      |   |                      |                      |                      |            |  |  |       |       |       |